# Scarus zelindae
Scarus zelindae är en fiskart som beskrevs av Moura, Figueiredo och Sazima 2001. Scarus zelindae ingår i släktet Scarus och familjen Scaridae. IUCN kategoriserar arten globalt som otillräckligt studerad. Inga underarter finns listade i Catalogue of Life.